# 自昌院
自昌院（じしょういん、元和5年12月15日（1620年1月19日） - 元禄13年7月27日（1700年9月10日））は、広島藩主浅野光晟の正室。加賀藩主前田利常の三女。母は将軍徳川秀忠の次女・珠姫。実名は満姫（まんひめ）。
寛永12年（1635年）、徳川家光の養女として浅野光晟に嫁ぎ、三男三女を儲けた。
満姫は日蓮宗に帰依した。自昌山暁忍寺を國前寺と改名し、本堂は満姫が、その他諸堂は夫・光晟が建立し直した。

## 子女
- 綱晟：広島藩第3代藩主
- 市姫：戸沢正誠室
- 亀姫：仙石忠俊室
- 長尚：三次藩主浅野長治の養子
- 長照：三次藩第2代藩主
- 久姫：小笠原忠雄室